# Canarium schlechteri
Canarium schlechteri är en tvåhjärtbladig växtart som beskrevs av Carl Karl Adolf Georg Lauterbach. Canarium schlechteri ingår i släktet Canarium och familjen Burseraceae. Inga underarter finns listade i Catalogue of Life.